# فريدة الأمينية
فريدة الأمينيَّة وتُعرف أيضًا باسم فريدة الكُبرى، وفريدة الحجازيَّة (توفيت 220هـ / 835م) هي جارية ومغنية وشاعرة من الحجاز، ارتبطت ببلاط الخلافة العبَّاسية في عهدي هارون الرشيد ومحمد الأمين.

## نشأتها
كانت فريدة من مولدات الحجاز ونشأت فيها. ارتبطت فريدة في بداية مسيرتها بالربيع بن يونس، حاجب الخليفة هارون الرشيد، وتلقت في دار الحاجب تعليمًا في الغناء والشعر.

## علاقتها بالبرامكة
انتقلت فريدة لاحقًا إلى خدمة البرامكة. وبعد نكبتهم وزوال نفوذهم في سنة 187هـ / 803م، اختفت فريدة وهربت إلى جهة غير معلومة، ربما خوفًا من المُلاحقات للبرامكة وأنصارهم. بحث عنها الخليفة هارون الرشيد بجد، لكنه لم يتمكن من العثور عليها في ذلك الوقت.

## ظهورها وحياتها اللاحقة
عادت فريدة للظهور في بغداد خلال فترة خلافة محمد الأمين (حكم 193–198هـ / 809–813م) وصارت إليه حتى عرفت بفريدة الأمينيَّة نُسبةً إليه. مكثت فريدة في البلاط العبَّاسي مدة. بعد مقتل الأمين سنة 198هـ / 813م، خرجت من البلاط. تزوجت لاحقًا من رجل يُدعى هيثم بن بسام، وأنجبت له ولدًا اسمه عبد الله. وبعد وفاة زوجها هيثم، تزوجت من رجل آخر يُدعى السندي بن الجرشي. توفيت فريدة وهي في عصمة السندي سنة 220هـ / 835م.
عُرفت بفريدة الكبرى لاحقًا لتمييزها عن جارية أخرى حملت نفس الاسم فريدة الصغرى ظهرت في عهد الخليفة الواثق بالله (حكم 227–232هـ / 842–847م).

### فهرس المنشورات
1. 1 2 3 4 5  حسن (2013)، ص. 86.
2. ↑  ابن الساعي (1960)، ص. 81-82.

### معلومات المنشورات كاملة
الكتب مرتبة حسب تاريخ النشر
- ابن الساعي (1960)، نساء الخلفاء: جهات الأئمة الخلفاء من الحرائر والإماء، ذخائر العرب (28)، تحقيق: مصطفى جواد، القاهرة: دار المعارف، OCLC:953069400، QID:Q123371389{{استشهاد}}:  صيانة الاستشهاد: ref duplicates default (link)
- سولاف فيض الله حسن (2013). دور الجواري والقهرمانات في دار الخلافة العباسية (ط. 1). دمشق: صفحات للدراسات والنشر والتوزيع. ISBN:978-9933-495-13-8. OCLC:6914266520. OL:43175027M. QID:Q125689500.